# Urasterella
Urasterella is een geslacht van uitgestorven kamsterren die leefden van het Ordovicium tot het Laat-Carboon.

## Beschrijving
Deze zeesterren, met een diameter van circa vijf centimeter, hadden lange, slanke en buigzame armen. Er was geen duidelijke centrale schijf aanwezig. Aan de onderzijde van het lichaam bevonden zich duidelijke ambulacraalgroeven en kleine, onregelmatige platen.

## Soorten
- † Urasterella asperrimus Salter, 1857
- † Urasterella constellata Thorent, 1839
- † Urasterella creswelli Withers & Keble, 1934
- † Urasterella grandis Meek, 1872
- † Urasterella gutterfordensis Spencer, 1918
- † Urasterella huxleyi Billings, 1865
- † Urasterella montana Schöndorf, 1909
- † Urasterella pulchella Billings, 1857
- † Urasterella ruthveni Forbes, 1848
- † Urasterella thraivensis Spencer, 1918
- † Urasterella verruculosa Lehmann, 1957